# Huangyan
Der Stadtbezirk Huangyan (chinesisch 黄岩区, Pinyin Huángyán Qū) ist ein Stadtbezirk der bezirksfreien Stadt Taizhou in der Provinz Zhejiang der Volksrepublik China. Huangyan hat eine Fläche von 988,3 km² und zählt 707.453 Einwohner (Stand: Zensus 2020). Der Bezirk liegt am Yongning Jiang.

## Wirtschaft
Der Stadtbezirk lebt überwiegend von der Spritzgießerei, was ihm den Beinamen "Mold City" einbrachte. Nach lokalen Angaben sollen bis zu 2000 Spritzguss Firmen ansässig sein.

## Bilder

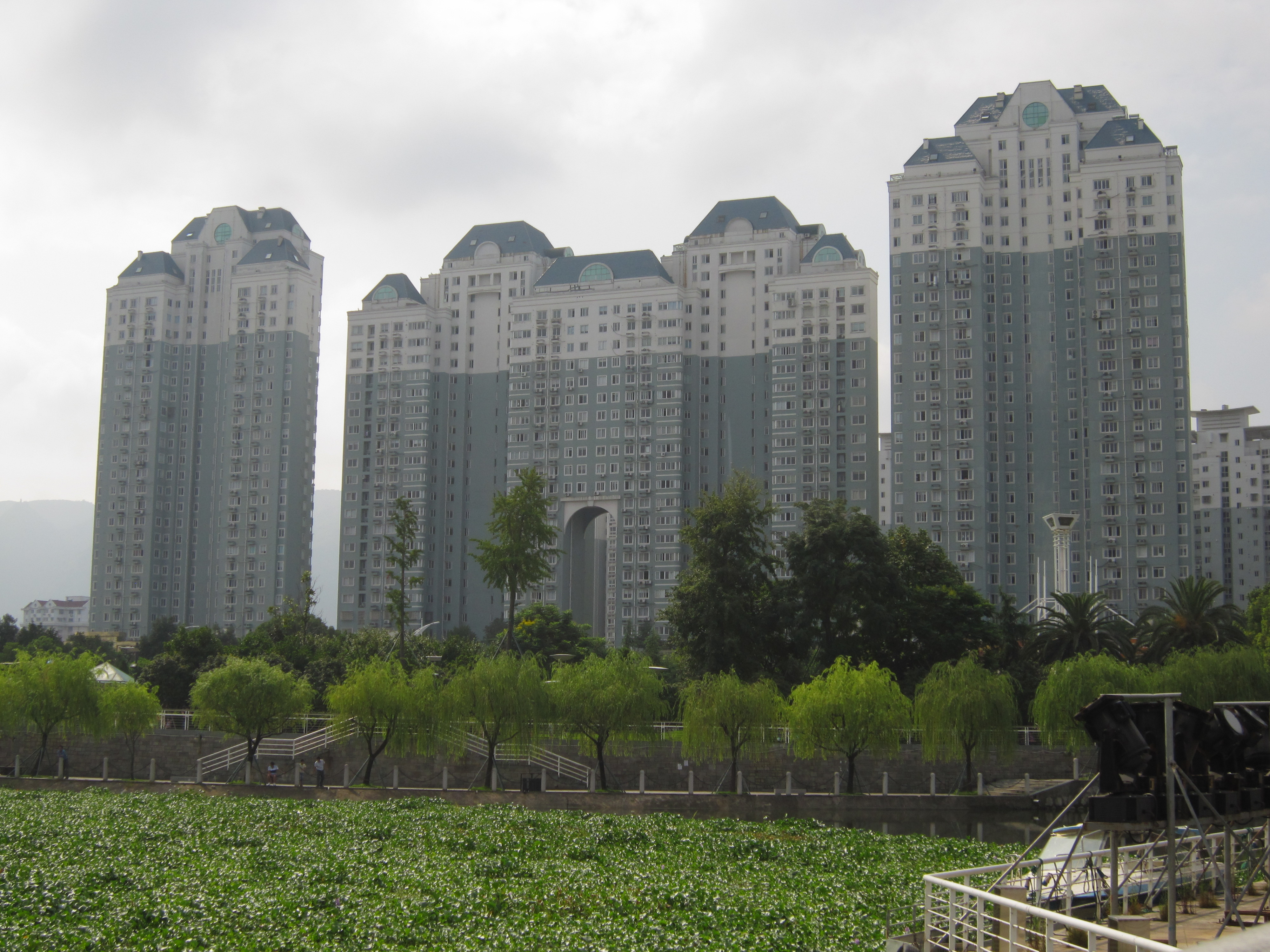
Die Skyline der Flussprominade
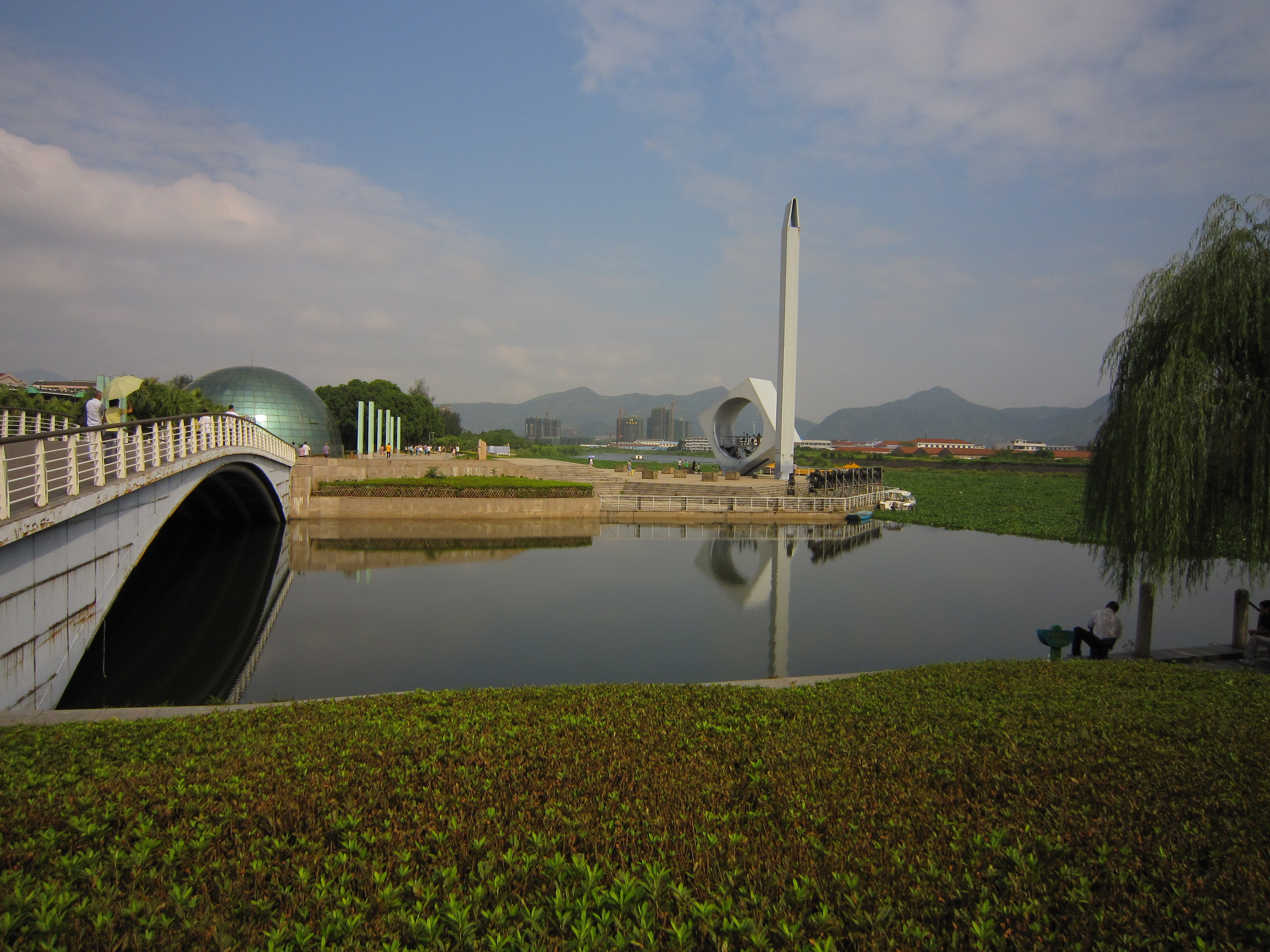
"Mold City" Skulptur im Yongning Park
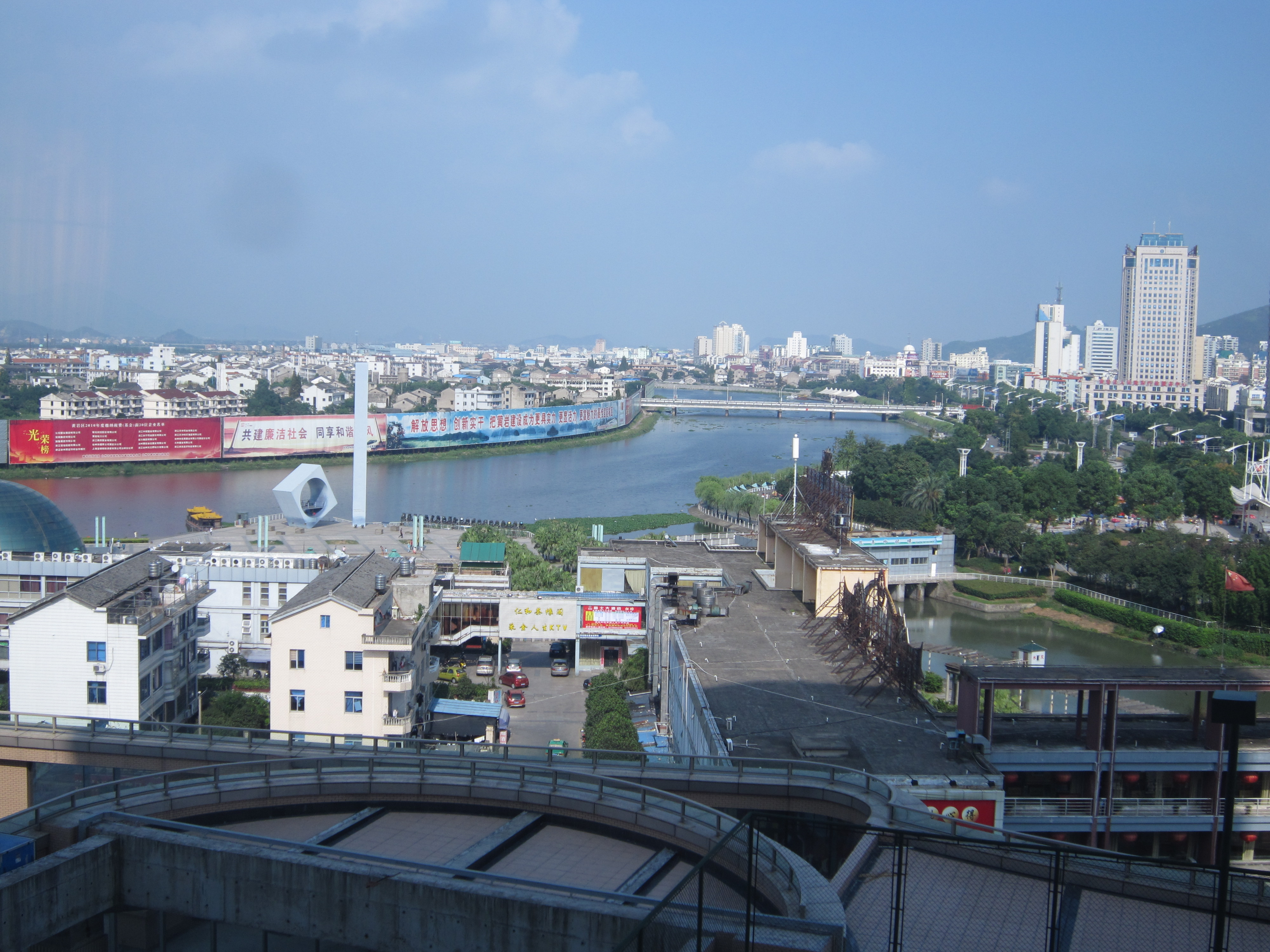
Der Yongning Jiang in Huangyan